# Белмонт (Північна Кароліна)
Белмонт (англ. Belmont) — місто (англ. city) в США, в окрузі Ґестон штату Північна Кароліна. Населення — 15 010 осіб (2020).

## Географія
Белмонт розташований за координатами 35°13′52″ пн. ш. 81°2′17″ зх. д. / 35.23111° пн. ш. 81.03806° зх. д. (35.231089, -81.037951).  За даними Бюро перепису населення США в 2010 році місто мало площу 26,18 км², з яких 25,73 км² — суходіл та 0,45 км² — водойми. В 2017 році площа становила 31,22 км², з яких 30,75 км² — суходіл та 0,47 км² — водойми.

## Демографія
Згідно з переписом 2010 року, у місті мешкало 10 076 осіб у 3815 домогосподарствах у складі 2545 родин. Густота населення становила 385 осіб/км².  Було 4221 помешкання (161/км²).
Расовий склад населення:
| - 83,6 % — білих - 8,9 % — чорних або афроамериканців - 4,1 % — азіатів - 0,3 % — корінних американців - 0,2 % — вихідців з тихоокеанських островів - 1,4 % — осіб інших рас |

До двох чи більше рас належало 1,6 %. Частка іспаномовних становила 3,5 % від усіх жителів.
За віковим діапазоном населення розподілялося таким чином: 23,1 % — особи молодші 18 років, 66,0 % — особи у віці 18—64 років, 10,9 % — особи у віці 65 років та старші. Медіана віку мешканця становила 37,0 року. На 100 осіб жіночої статі у місті припадало 94,1 чоловіків;  на 100 жінок у віці від 18 років та старших — 90,3 чоловіків також старших 18 років.
Середній дохід на одне домашнє господарство  становив 77 622 долари США (медіана — 48 077), а середній дохід на одну сім'ю — 97 970 доларів (медіана — 68 558). Медіана доходів становила 53 095 доларів для чоловіків та 38 324 долари для жінок. За межею бідності перебувало 13,5 % осіб, у тому числі 18,9 % дітей у віці до 18 років та 10,5 % осіб у віці 65 років та старших.
Цивільне працевлаштоване населення становило 5117 осіб. Основні галузі зайнятості: освіта, охорона здоров'я та соціальна допомога — 25,8 %, виробництво — 13,9 %, науковці, спеціалісти, менеджери — 10,8 %, роздрібна торгівля — 9,1 %.